# Bremen Roosters
I Bremen Roosters sono stati una società cestistica avente sede a Brema, in Germania. Fondati nel 2002, hanno giocato nel 2. Basketball-Bundesliga fino al 2 giugno 2009 quando si sono ritirati dalle competizioni.
Disputavano le partite interne nella SGO-Halle Sperberstraße, che ha una capacità di 1.200 spettatori.

## Cestisti
- Jens Hakanowitz 2004-2009